# Play (rivista britannica)
Play è una rivista mensile prodotta dalla Imagine Publishing nel Regno Unito dedicata alla gamma di prodotti PlayStation.
È la rivista britannica più longeva su questo tema. L'edizione 269 è stata l'ultima ad essere stampata, e a partire dalla successiva la rivista è stata pubblicata esclusivamente in digitale.